# Max a rváči
Max a rváči (francouzsky Max et les Ferrailleurs) je kriminální filmové drama z roku 1971 režírované Claudem Sautetem ve francouzsko-italské koprodukci. Předlohou se stal stejnojmenný román z roku 1968 spisovatele Clauda Nérona.
Hlavní postavy ztvárnili Michel Piccoli jako detektiv Max vystupující pod falešnou identitou bankéře a Romy Schneiderová, která hrála německou prostitutku Julii Annu Ackermannovou přezdívanou „Lily“.
Snímek se natáčel mezi 18. srpnem až 31. říjnem 1970 v Paříži, Issy-les-Moulineaux, Lille a také ve studiích Boulogne-Billancourt / SFP, ležících v departementu Hauts-de-Seine.

## Děj
Max (Michel Piccoli) je samotářský policejní vyšetřovatel a bývalý soudce s obsesí zavírat kriminálníky. Pochází z bohaté vinařské rodiny. Je na stopě další zločinecké partě, kterou se snaží vlákat do pasti podvodným tipem na vyloupení malé bankovní filiálky.
Jakoby mimoděk se na ulici setkává s mozkem party Abelem Marescem (Bernard Fresson). Zjišťuje, že se jedná o jeho dávného přítele z vojny, jenž řadu let prožil v cizinecké legii. Po dalším sledování se začíná scházet s jeho dívkou, v Německu narozenou prostitutkou Lily (Romy Schneider). Mírně zvláštní jí přijde, že údajný bankéř nevyžaduje sexuální služby, ale chce si jen povídat. Na finančním obnosu mu nezáleží.
Policie má v okruhu bandy svého informátora, který spolupracuje s tamním detektivem Rosinskym (François Périer). Tomu není známo, že roli bankéře hraje kriminalista Max, mezi nímž a prostitutkou postupně narůstá vzájemný vztah. Lily tlačí na přítele, aby skoncoval s prázdným životem bez cíle. Do začátku nové etapy však budou potřebovat peníze. K tomu by jim měl dopomoci právě bankéř. Max ji jednoho odpoledne telefonuje, že další schůzku ruší, protože bude zaměstnán velkou částkou peněz, která se na filiálce vyskytuje dvakrát do měsíce. Abel dostává od Lily echo. Na zlodějskou partu již na místě loupežného přepadení čeká policie, která všechny členy gangu v závěru akce zadrží.
Prostitutka zjišťuje skutečnou identitu Maxe. Blízký policista je odhodlán dát Lily svobodu, ale vedoucím vyšetřování je pověřen Rosinsky, který má naopak v plánu pozavírat co nejvíce osob, včetně mladé šlapky. Max na něho v kanceláři zbytečně naléhá, aby ji propustil. Po vyostřené hádce vytahuje zbraň a Rosinského zastřeluje. Samotný se tak stává viníkem vraždy a za pohledu Lily je odvážen do vězení.

## Obsazení
| Michel Piccoli     | Max                            |
| Romy Schneider     | Lily / Julia Anna Ackermannová |
| Georges Wilson     | šéfinspektor                   |
| Bernard Fresson    | Abel Maresco                   |
| François Périer    | Rosinsky                       |
| Boby Lapointeová   | malá Lu                        |
| Michel Creton      | Robert Saidani                 |
| Henri-Jacques Huet | Dromadaire                     |
| Jacques Canselier  | Jean-Jean                      |
| Alain Grellier     | Guy Laronget                   |
| Maurice Auzel      | Tony                           |
| Philippe Léotard   | inspektor Losfeld              |
| Robert Favartová   | Loiselle                       |
| Dominique Zardi    | Baraduch                       |
| Albert Augier      | klient Lily                    |
| Betty Beckersová   | Maria                          |
| Jean-Paul Blonday  | inspektor                      |
| Danielle Durouová  | Nicole                         |
| Léa Grayová        | madam Saidani                  |
| Dany Jacquetová    | Ida                            |
| Jack Lenoir        | inspektor                      |
| Bernard Musson     | inspektor                      |